# Gertrude Tumpel-Gugerell
Gertrude Tumpel-Gugerell (Kapelln, 11 novembre 1952) è un'economista austriaca, dal 1998 al 2003 vice governatore della Banca centrale austriaca (Oesterreichische Nationalbank) e dal 2003 al 2011 esponente del Comitato esecutivo della Banca centrale europea..

## Biografia

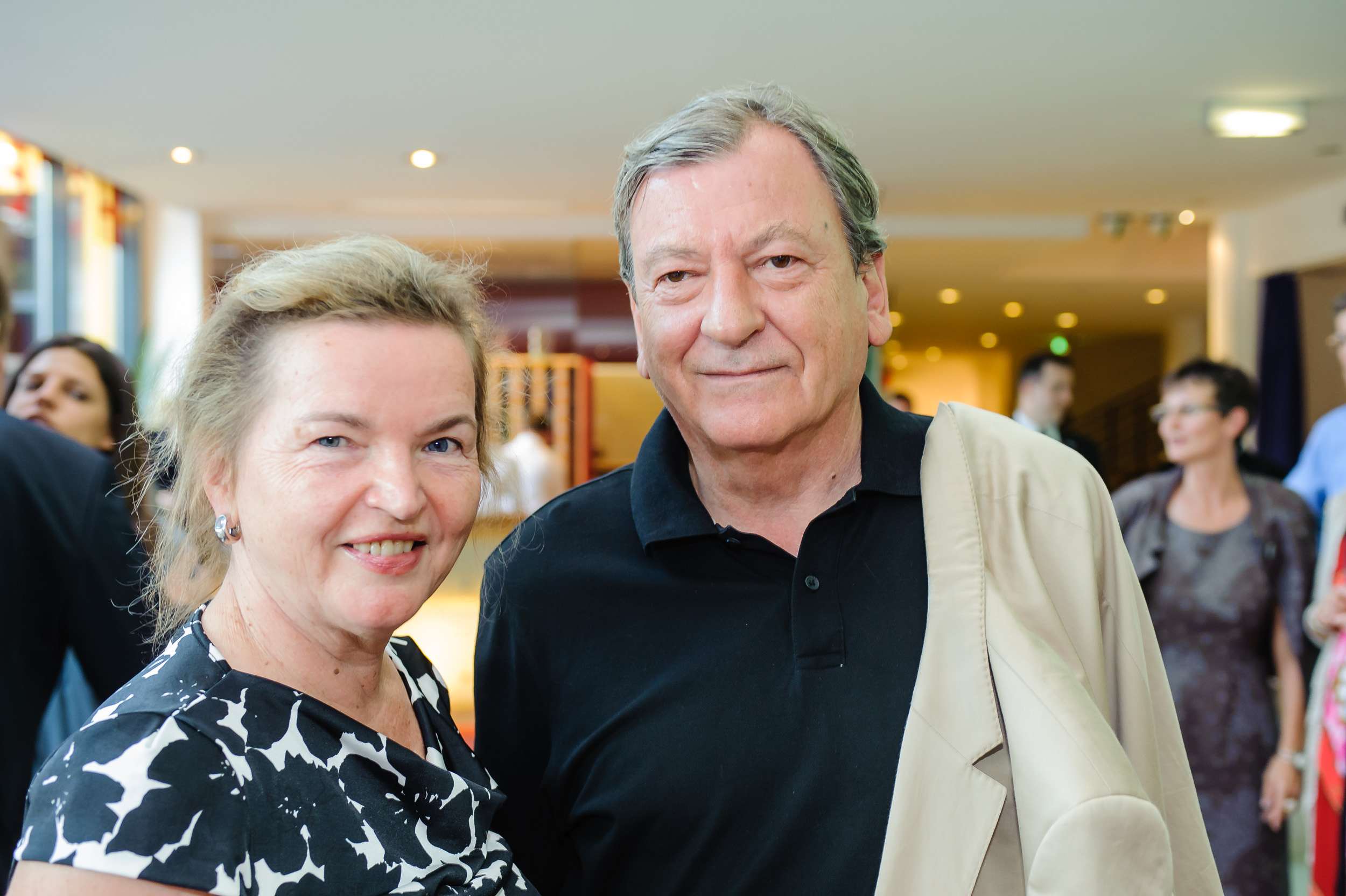
Gertrude Tumpel-Gugerell con il marito Herbert Tumpel (2013)

Laureata in economia all'Università di Vienna e allineata con i socialdemocratici (SPÖ), Tumpel-Gugerell ha iniziato a lavorare nel 1975 presso la Oesterreichische Nationalbank, la Banca centrale austriaca, per poi essere dal 1981 al 1984 consigliere per la politica economica del ministro delle finanze Herbert Salcher e dal 1998 al 2003 vice governatore della Banca centrale austriaca. Nel 2003 è entrata nel comitato esecutivo della Banca centrale europea, dove è stata responsabile sino al 2011 delle operazioni di mercato, dei sistemi di pagamento e delle infrastrutture di mercato, nonché delle risorse umane, del budget e dell'organizzazione.
Nel 2006, in seguito all'emergere dello scandalo finanziario dell'indebitata Banca austriaca per il lavoro e l'economia (BAWAG), Tumpel-Gugerell è stata accusata, nella sua funzione di membro del consiglio responsabile della supervisione bancaria presso la Banca nazionale austriaca, di avere sorvolato, su richiesta di Helmut Elsner, sulla reale entità del debito in modo da impedire un esame più dettagliato da parte dell'autorità di regolamentazione del mercato finanziario. Affermazione che non è stata tuttavia confermata.
Dal 1º giugno 2012 ha fatto parte del Consiglio di vigilanza di Commerzbank. Dal 2013 al 2014 ha ricoperto il ruolo di presidente del gruppo di esperti della Commissione europea sul fondo per il rimborso del debito; nel 2014 ha presentato la relazione finale del gruppo al presidente José Manuel Barroso e al vicepresidente Olli Rehn. Nel 2016, il consiglio del Meccanismo europeo di stabilità (MES) l'ha nominata per valutare i programmi di assistenza finanziaria a Grecia, Portogallo, Irlanda e Cipro da parte del MES e del suo predecessore, lo strumento europeo di stabilità finanziaria; la nomina è stata fatta da Jeroen Dijsselbloem, capo dell'Eurogruppo e presidente de facto del consiglio di amministrazione dell'MSE, insieme a Klaus Regling, amministratore delegato. Tumpel-Gugerell ha presentato il suo rapporto nel giugno 2017. Tumpel-Gugerell è consulente emerito presso l'Istituto austriaco di ricerca economica (WIFO).
Nel 2018, l'amministratore delegato del Fondo monetario internazionale (FMI), Christine Lagarde, ha nominato Tumpel-Gugerell nel gruppo consultivo esterno sulla sorveglianza, un gruppo incaricato di rivedere le priorità operative del Fondo fino al 2025.
Tumpel-Gugerell è allineata con i Socialisti Democratici (SPÖ).

## Vita privata
È stata sposata con l'ex presidente della Camera federale austriaca del lavoro, Herbert Tumpel, scomparso nell'ottobre 2018.

## Altre attività

### Organismi di regolamentazione
- Autorità austriaca dei mercati finanziari (FMA), membro del consiglio di vigilanza (2002-2003)
- Comitato economico e finanziario, membro (1997-2003)

### Consigli aziendali
- OMV , Membro del Consiglio di Sorveglianza (dal 2015)
- Commerzbank, membro del consiglio di sorveglianza (dal 2012)
- Vienna Insurance Group, membro del consiglio di sorveglianza (dal 2012)
- Ferrovie federali austriache (ÖBB), membro del Consiglio di vigilanza (dal 2011)
- Finanzmarktbeteiligung Aktiengesellschaft des Bundes (FIMBAG), membro del consiglio di vigilanza (2011-2016)

### Organizzazioni no profit
- Agenzia austriaca per la promozione della ricerca (FFG), presidente del consiglio di vigilanza (dal 2012)
- Forum internazionale delle donne (IWF), membro del consiglio di amministrazione